# Jaap Jongejan
Jacob (Jaap) Jongejan (Boskoop, 9 juni 1920 - Meppen-Versen, 16 maart 1945) was een Nederlands verzetsstrijder in de Tweede Wereldoorlog. Hij was betrokken bij de "ontvoering" van een joods jongetje en nam deel aan de overval op het gemeentehuis van Amerongen. In oktober 1943 werd Jongejan gearresteerd en overleed in gevangenschap.

## Levensloop
Jongejan was de zoon van Cornelis Jongejan en Adriana Elizabeth Heij (1891-1960). Hij studeerde aan de kweekschool en werd leraar in Ermelo. Ten tijde van de Duitse inval in mei 1940 was hij als korporaal in Den Haag gelegerd. In de zomer van 1943 besloot Jongejan onder te duiken omdat hij anders als voormalig militair weer in krijgsgevangenschap moest. Hij vond onderdak bij de familie Klein Ikkink in Driebergen. Jongejan raakte via hun overburen, de familie Van Manen, betrokken bij het plaatselijke verzet.
Begin augustus 1943 werd er bij een familie in Driebergen een joods jongetje ontdekt. Het kind zou de volgende dag door de politie worden opgehaald. De familie mocht niemand iets vertellen, maar deed dat toch. Het jongetje werd met de trein naar Amsterdam overgebracht. Met de agent die het jongetje ophaalde werd echter afgesproken dat Jongejan het kind zou overnemen tijdens de overstap op Utrecht Centraal en de tram naar Zeist zou nemen. Zo gebeurde het, de agent liet eerst meerdere keren het signalement van het kind omroepen. Vervolgens belde de politieman zijn chef op. Hij werd geloofd en kreeg daarom geen straf. De politiechef in Driebergen vermoedde dat de familie Van Manen iets met de verdwijning te maken had. Er volgde een inval en Jan van Manen, die in dit geval nergens mee te maken had, werd meegenomen. Na een aantal dagen werd hij vrijgelaten.
Jongejan nam op 24 september 1943 deel aan de overval op het gemeentehuis van Amerongen. De twee aanwezige ambtenaren waren van tevoren op de hoogte gesteld, maar reageerden toch geschrokken. Zij werden stevig vastgebonden. De buit bestond uit 1500 gezinspersoonskaarten (ongeveer de helft van het bevolkingsregister), 21 blanco persoonsbewijzen, 48 omhulsels van persoonsbewijzen en een aantal zegels. 
Op 12 oktober 1943 werd Jongejan gearresteerd bij de familie Van Manen thuis. Bij de familie Klein Ikkink volgde een huiszoeking die niets opleverde. Het is nooit duidelijk geworden hoe de Duitsers Jongejan op het spoor kwamen. Mogelijk is zijn naam genoemd door een andere arrestant. Hij kwam terecht in Kamp Vught. In september 1944 werd hij op transport gesteld naar Sachsenhausen en vandaar uit naar Neuengamme. Hij overleed op 16 maart 1945 in Meppen-Versen, een buitencommando van Neuengamme.